# Publiusz Kwinktyliusz Warus
Publiusz Kwinktyliusz Warus (Publius Quinctilius Varus; ur. ok. 46 p.n.e., zm. 9 n.e.) – rzymski polityk i dowódca, dowodził trzema legionami rzymskimi zniszczonymi w Lesie Teutoburskim przez Germanów pod wodzą Arminiusza.

## Życiorys
Pochodził ze starej, zubożałej rodziny patrycjuszowskiej (gens Quinctilia), która od wieków była pozbawiona wpływów politycznych. Jego ojciec, Sekstus Kwinktyliusz Warus, był senatorem związanym z konserwatywno-republikańskim skrzydłem senatu. Wziął udział w wojnie domowej przeciwko Cezarowi. Po przegranej zwolenników republiki w bitwie pod Filippi popełnił samobójstwo.
Syn zajął odmienne od ojca stanowisko wobec przemian politycznych. Stał się poplecznikiem sukcesora Cezara, Oktawiana Augusta. Poślubił Wipsanię Marcelę Agrypinę, córkę Marka Agrypy, przyjaciela i współpracownika Oktawiana. Przez to stał się szwagrem przyszłego cesarza Tyberiusza, żonatego z Wipsanią Agrypiną. W 23 lub 21 p.n.e. był kwestorem, towarzyszył Oktawianowi w podróży do wschodnich prowincji.
W 13 p.n.e. wraz z Tyberiuszem został konsulem. Ok. 7 p.n.e. pełnił funkcję namiestnika Afryki Prokonsularnej. Następnie w latach 6 p.n.e. – 4 p.n.e. był legatem (namiestnikiem) w Syrii, gdzie pod jego komendą znajdowały się 3 legiony. Po śmierci Heroda Wielkiego w 4 p.n.e. doszło do powstania w Judei, tzw. wojna Warusa. W celu uspokojenia sytuacji wysłał armię mającą za zadanie spacyfikowanie żydowskich buntowników.
Po powrocie z Syrii pozostawał przez kilka lat w Rzymie. Jako powiązany blisko z Tyberiuszem został odsunięty przez Augusta na boczny tor. W tym czasie poślubił Klaudię Pulchrę, wnuczkę Oktawii, siostry Augusta. W pierwszych latach I wieku najważniejszym teatrem działań militarnych i politycznych stała się Germania. Długie kampanie wojskowe, zakończone pacyfikacją kilku plemion germańskich prowadzili w tym rejonie Tyberiusz, jego brat Druzus i bratanek Germanik.
W 6 n.e. został wysłany przez Oktawiana do Germanii, uznanej przez Rzymian jako spacyfikowanej. Jako namiestnik miał zapewnić porządek i zaprowadzić rzymską jurysdykcję w niedawno podbitej prowincji. W 9 n.e. stacjonował w obozie nad Wezerą z trzema legionami (XVII, XVIII i XIX). Tam otrzymał wieści o rozszerzającej się rewolcie nad Renem i ruszył ze swoją armią, aby zdławić buntowników. Pomimo ostrzeżeń o możliwym spisku Arminiusza, który był zromanizowanym księciem germańskiego plemienia Cherusków oraz dowódcą pomocniczych oddziałów jazdy, zaufał germańskiemu wodzowi, przez co dał się wciągnąć w pułapkę zastawioną przez Germanów.
We wrześniu w trzydniowej bitwie w Lesie Teutoburskim Rzymianie ponieśli druzgocącą klęskę. Trzy legiony zostały rozgromione, a sam Warus popełnił samobójstwo. Utracono też orły legionowe, co było dodatkową ujmą na honorze Rzymian. Według Swetoniusza w Żywotach Cezarów (Boski August 23) w bezsenne noce Oktawian August chodził po korytarzach swojego pałacu wołając: Warusie, zwróć mi moje legiony (Quinctili Vare, legiones redde). Klęska w Lesie Teutoburskim była jedną z największych w historii Rzymu, pokrzyżowała plany Oktawiana względem Germanii i powstrzymała dalszy podbój tych ziem.
Małżeństwa i dzieci:
- 1: Wipsania Marcela Agrypina c. Marka Agrypy
  - Sekstus Noniusz Kwinktylianus (Sextus Nonius Quinctilianus) – adoptowany po śmierci ojca przez Lucjusza Noniusza Asprenasa, który był mężem siostry Warusa (Kwinktylii), konsul w 8 n.e.
- 2: Klaudia Pulchra c. Marceli Młodszej
  - Publiusz Kwinktyliusz Warus Młodszy (Publius Quinctilius Varus Minor)